# Bunji Sakita
Bunji Sakita (jap. 崎田 文二, Sakita Bunji; * 1930 in der Präfektur Toyama, Japan; † 31. August 2002 in Japan) war ein japanisch-US-amerikanischer theoretischer Physiker.

## Leben
Sakita studierte an der Universität Kanazawa (Vordiplom 1953) und dann bei Shōichi Sakata an der Universität Nagoya, wo er 1956 sein Diplom ablegte. Auf Einladung von Robert Marshak war er an der University of Rochester (wo zu der Zeit schon George Sudarshan und Susumu Ōkubo waren), wo er 1959 bei Charles Goebel promovierte (The Application of Dispersion Relations to Leptonic Decays). Danach war er an der University of Wisconsin–Madison, wo er Professor wurde. 1964 war er am Argonne National Laboratory. 1970 holte ihn Robert Marshak an das City College of New York, wo er die Gruppe für theoretische Elementarteilchenphysik leitete und Distinguished Professor of Physics war.
Sakita entwickelte in den 1960er Jahren, Ideen von Eugene Paul Wigner aufgreifend, ein Quarkmodell mit der Gruppe SU(6), die Spin und Isospin vereinigte („Super-Multipletts“). 1967 lernte er auf einer Reise (auf Einladung von Harry Lipkin am Weimann-Institut, dort traf er Miguel Virasoro und Gabriele Veneziano, während die israelischen Physiker im Sechstagekrieg waren) nach Israel Duale Modelle, die Vorläufer der Stringtheorie, kennen und entwickelte mit Keiji Kikkawa, Miguel Virasoro, Chen-Shiung Hsue, Jean-Loup Gervais und anderen Verfahren zur Berechnung ihrer Schleifendiagramme (Loop-Diagramme). 1971 stellte er mit Gervais eine supersymmetrische Lagrange-Dichte im Rahmen der Stringtheorie auf und reihte sich damit in die frühen Pioniere der Supersymmetrie ein. Sakita wandte Funktionalintegralmethoden nicht nur in der Stringtheorie (mit Gervais) und Mesonen-Feldtheorien der Kernphysik an, sondern auch auf kollektive Anregungen in der Vielteilchenphysik. In den 1990er Jahren untersuchte er unter anderem den gebrochenzahligen Quanten-Hall-Effekt (FQHE) und Ladungs-Dichtewellen (Charge Density Waves). Er erweiterte seine Theorie kollektiver Koordinaten auch auf Fermionen. Mit Gervais entwickelte er Ende der 1970er Jahre eine Feldtheorie für Solitonen und mit Jevicki untersuchte er den Grenzfall vieler Farbfreiheitsgrade in Matrix-Modellen. Mit Rabindra Mohapatra beschäftigte er sich mit GUTs.
1970 war er Guggenheim Fellow, 1974 erhielt er den japanischen Nishina-Preis.